# کرینیتسه
کرینیتسه (به چکی: Krejnice) یک منطقهٔ مسکونی در جمهوری چک است که در ناحیه ستراکونیتسه واقع شده‌است. کرینیتسه ۳٫۴۶ کیلومتر مربع مساحت و ۶۸ نفر جمعیت دارد و ۵۲۴ متر بالاتر از سطح دریا واقع شده‌است.